# Zoe Lyons
Zoe Ann Lyons (Haverfordwest, 1971. október 3. –) Brightonban élő brit humorista és stand-up előadóművész.

## Pályafutása
Többször szerepelt a brit televízióban és a rádióban, és az ország különböző városaiban adja elő műsorát. 2011-ben fellépett az ausztráliai Melbourne-ben a Melbourne Comedy Festival rendezvényen.

## Díjai
- Első helyezés, London Awards for Art and Performance: humor kategória, 2011
- Nevezés, Dave's Joke of the Fringe, 2009[1]
- Első helyezés, Dave's Joke of the Fringe, 2008[2]
- Jelölt, legjobb kezdő kategória, if.comedy Awards, 2007[3]
- Első helyezés, Funny Women Awards, 2004[4]
- Döntős, ‘So You Think You’re Funny’, 2004[5]

## Fordítás
Ez a szócikk részben vagy egészben  a   Zoe Lyons című bajor Wikipédia-szócikk ezen változatának fordításán alapul.  Az eredeti cikk szerkesztőit annak laptörténete sorolja fel. Ez a jelzés csupán a megfogalmazás eredetét és a szerzői jogokat jelzi, nem szolgál a cikkben szereplő információk forrásmegjelöléseként.